# New Georgia
New Georgia ist die größte Insel im New-Georgia-Archipel und der Salomonen-Provinz Western.

## Geographie
Die Insel ist 85 Kilometer lang, 10 bis 30 km breit und Teil der südlichen Begrenzung des New-Georgia-Sunds, der im Westen über den Kula-Golf von Kolombangara, im Osten von Vangunu und im Süden über den Blanche Kanal von Rendova eingeschlossen wird. Des Weiteren begrenzt New Georgia die weltgrößte Salzwasserlagune, die Marovo-Lagune und die kleinere Roviana Lagune.
New Georgia ist weitestgehend naturbelassen und mit tropischem Regenwald bewachsen. Die Einheimischen sprechen die typischen New-Georgia-Sprachen, die eine Untergruppe der östlichen malayo-polynesischen Sprachen darstellen. Diese zehn Sprachen teilen sich wieder in die östlichen und westlichen Sprachen der Western-Provinz.
Die beiden größten Städte sind mit je etwa 3000 Einwohnern Munda an der Roviana Lagune und rund 17 Kilometer nördlich Boro.

## Geschichte
Die Roviana-Kultur ist seit dem 13. Jahrhundert auf der Insel nachweisbar. Seit dem späten 19. Jahrhundert war New Georgia britischer Besitz. Während des Pazifikkriegs im Zweiten Weltkrieg wurde New Georgia im April 1942 von der japanischen Armee besetzt, die dort das Munda-Flugfeld errichteten. Die Insel erlangte durch die Schlacht um New Georgia einen gewissen Bekanntheitsgrad. Im Juli/August 1943 landeten US-amerikanische Soldaten auf der Insel, um die dort stationierten Japaner zu bekämpfen und das Munda-Flugfeld zu erobern. Nach Kriegsende wurden die Salomonen und damit auch New Georgia wieder britisches Protektorat. Die innere Autonomie erlangten die Salomonen 1976. Seit 1978 sind die Salomonen ein unabhängiger Staat.
Die Inselbewohner leben hauptsächlich vom Fischfang und Forstwirtschaft. Der Tourismus ist noch nicht übermäßig weit verbreitet, obwohl New Georgia einen guten Ruf bei Tauchsportlern besitzt. Munda ist dank seines Flughafens das Tourismuszentrum der Insel, das von Honiara in etwas mehr als einer Flugstunde erreichbar ist.